# José Fructuoso Rivera
José Fructuoso Rivera y Toscana (* 17. Oktober 1784 in Montevideo; † 13. Januar 1854 in Melo) war ein uruguayischer General und Politiker.

## Leben
Er kämpfte gegen die Brasilianer und vertrieb diese schließlich. 1823 wurde er zum Ritter des Kaiserlichen Ordens vom Kreuz und im gleichen Jahr zum Brigadegeneral ernannt. Vom 28. August 1829 bis zum 30. April 1830 nahm er die Position des Verteidigungsministers von Uruguay wahr. Vom 6. November 1830 bis zum 24. Oktober 1834 war er der erste Präsident Uruguays. Zudem war er der Begründer der Partido Colorado. 1839 wurde er zum zweiten Mal zum Präsidenten gewählt und übte dieses Amt bis 1843 aus. Außerdem war er Teil des Triumvirats, welches Uruguay von 1853 bis 1854 provisorisch regierte.